# 8月21日 (旧暦)
旧暦8月21日は旧暦8月の21日目である。六曜は仏滅である。

## できごと
- 宝亀元年（ユリウス暦770年9月14日） - 称徳天皇崩御により失脚した道鏡が下野国・薬師寺別当に配流
- 保延元年（ユリウス暦1135年9月30日） - 平忠盛の海賊追討の功により、忠盛の子・清盛が従四位下に叙せられる
- 延徳元年（ユリウス暦1489年9月16日） - 長享より延徳に改元
- 慶長16年（グレゴリオ暦1611年9月27日） - 会津地方で大地震。阿賀川が一時的にせき止められる
- 文久2年（グレゴリオ暦1862年9月14日） - 生麦事件
- 慶応2年（グレゴリオ暦1866年9月29日） - 朝廷が徳川家茂の薨去にともない長州征討の中止を勅命。徳川慶喜、家茂の遺骸を軍艦で江戸に送る

## 誕生日
- 享保14年（グレゴリオ暦1729年9月13日） - 小野蘭山、本草学者（+ 1810年）
- 文政13年（グレゴリオ暦1830年10月7日） - 原田一道、軍人（+ 1910年）
- 天保8年（グレゴリオ暦1837年9月20日） - 浜田彦蔵、通訳･貿易商（+ 1897年）

## 忌日
- 文永元年（ユリウス暦1264年9月12日） - 北条長時、鎌倉幕府6代執権（* 1230年）